# Józef Lange
Józef Lange (Varsavia, 16 marzo 1897 – Varsavia, 11 agosto 1972) è stato un pistard polacco.

## Palmarès

### Olimpiadi
- Argento a Parigi 1924 nell'inseguimento a squadre.